# Alloinay
Alloinay ist eine französische Gemeinde im Département Deux-Sèvres in der Region Nouvelle-Aquitaine. Sie gehört zum Arrondissement Niort und zum Kanton Melle.
Alloinay entstand als Commune nouvelle mit Wirkung vom 1. Januar 2017 aus dem Zusammenschluss der bisherigen Gemeinden Les Alleuds und Gournay-Loizé.

## Gliederung
| Ortsteil                          | ehemaliger INSEE-Code | Fläche (km²) | Einwohnerzahl (2016) |
| --------------------------------- | --------------------- | ------------ | -------------------- |
| Les Alleuds                       | 79006                 | 09,15        | 275                  |
| Gournay-Loizé (Verwaltungssitz)00 | 79136                 | 23,23        | 593                  |

## Geographie
Sie grenzt
- im Nordwesten an Fontivillié mit Sompt,
- im Norden an Maisonnay und Saint-Vincent-la-Châtre,
- im Osten an Clussais-la-Pommeraie,
- im Südosten an Melleran,
- im Süden an Ardilleux (Berührungspunkt),
- im Südwesten an Chef-Boutonne,
- im Westen an Tillou.